# Osîkuvate, Peatîhatkî
Osîkuvate (în ucraineană Осикувате) este un sat în comuna Zelenîi Luh din raionul Peatîhatkî, regiunea Dnipropetrovsk, Ucraina.

## Demografie
Componența lingvistică a localității Osîkuvate
     Ucraineană (91,99%)
     Rusă (7,72%)
     Alte limbi (0,15%)
Conform recensământului din 2001, majoritatea populației localității Osîkuvate era vorbitoare de ucraineană (91,99%), existând în minoritate și vorbitori de rusă (7,72%).